# Кечеопалрі
Кхечеопалрі або Кечеопалрі (англ. Khecheopalri lake) — озеро в окрузі Західний Сіккім індійського штату Сіккім, священне озеро як буддистів, так й індуїстів. Озеро безперервно відвідують багато паломників та туристів. Найближче місто — Пеллінґ, з нього до озера можна дістатися пішки за 15 хвилин. 
Озеро оточене щільними лісами, що складаються з рослин помірного клімату та бамбука. Особливістю озера є те, що на його поверхні ніколи немає листя. За повір'ям, жоден листок не падає на поверхню цього озера. Проте відсутність листя також можна пояснити популяцією качок, що його швидко збирають.